# Marian Raganowicz
Marian Jan Raganowicz (do 1935:  Marian Stanisław) (ur. 12 sierpnia 1892 w Sieniawie, zm. wiosną 1940 w Charkowie) – pułkownik piechoty Wojska Polskiego, kawaler Orderu Virtuti Militari, ofiara zbrodni katyńskiej.

## Życiorys
Syn Franciszka i Walerii z Kuczmińskich. Miał brata Witolda Łukasza Wincentego (ur. 1902), dziennikarza, oraz siostry Barbarę Helenę i Bronisławę Marię. Uczęszczał do gimnazjum realnego w Sieniawie i Jaworowie. Następnie uczył się w Szkole Przemysłowej we Lwowie. Przed I wojną światową był członkiem Polowych Drużyn Sokolich, Polskich Drużyn Strzeleckich (od 1910). Od sierpnia 1914 w 2 pułku piechoty Legionów, w 1915 trafił do niewoli rosyjskiej, z której po roku zbiegł. W 1918 przeszedł z II Brygadą Legionów front, walczył pod Rarańczą i Kaniowem. Następnie w II Korpusie Wschodnim, jesienią 1918 wstąpił do 4 Dywizji Strzelców Polskich, po czym w Wojsku Polskim. W latach 1919–1938 pełnił służbę w 33 pułku piechoty w Łomży zajmując kolejno stanowiska: dowódcy kompanii, dowódcy batalionu zapasowego, dowódcy batalionu sztabowego i dowódcy III batalionu. Od 1 sierpnia 1919 na froncie litewsko-białoruskim. W szeregach 33 pp walczył na wojnie z bolszewikami. W maju 1927 został przesunięty na stanowisko zastępcy dowódcy pułku, w styczniu 1932 został wyznaczony na stanowisko dowódcy 33 pułku. 3 maja 1922 został zweryfikowany w stopniu majora ze starszeństwem z dniem 1 czerwca 1919, a 23 stycznia 1928 awansował na podpułkownika ze starszeństwem z dniem 1 stycznia 1928. 17 grudnia 1933 roku został awansowany na pułkownika ze starszeństwem z dniem 1 stycznia 1934 roku i 7. lokatą w korpusie oficerów piechoty.
Dnia 15 sierpnia 1922 ożenił się z Heleną Wandą z Jakubowskich. 
W czerwcu 1938 został wyznaczony na stanowisko komendanta Szkoły Podchorążych Piechoty w Ostrowi Mazowieckiej, następnie objął stanowisko dowódcy piechoty dywizyjnej 18 Dywizji Piechoty.
W trzeciej dekadzie sierpnia 1939, w czasie mobilizacji alarmowej, objął stanowisko dowódcy piechoty dywizyjnej rezerwowej 41 Dywizji Piechoty. W jej składzie walczył w kampanii wrześniowej. Próba przedostania się do Rumunii skończyła się uwięzieniem przez Sowietów w obozie jenieckim w Starobielsku. Wiosną 1940 został zamordowany w Charkowie przez funkcjonariuszy NKWD i potajemnie pogrzebany w bezimiennej, zbiorowej mogile w Piatichatkach, gdzie od 17 czerwca 2000 mieści się oficjalnie Cmentarz Ofiar Totalitaryzmu w Charkowie. Figuruje na Liście Starobielskiej NKWD pod poz. 2858.
Grób symboliczny płk. Stanisława Raganowicza znajduje się na łomżyńskim cmentarzu parafialnym.
Postanowieniem nr 112-48-07 Prezydenta Rzeczypospolitej Polskiej Lecha Kaczyńskiego z 5 października 2007 został awansowany pośmiertnie do stopnia generała brygady. Awans został ogłoszony 9 listopada 2007 w Warszawie, w trakcie uroczystości „Katyń Pamiętamy – Uczcijmy Pamięć Bohaterów”.

## Awanse
- chorąży – 5 listopada 1914
- podporucznik – 27 stycznia 1915[19]
- porucznik –
- kapitan –
- major – 3 maja 1922 zweryfikowany ze starszeństwem z dniem 1 czerwca 1919 i 385. lokatą w korpusie oficerów piechoty
- podpułkownik – 23 stycznia 1928 ze starszeństwem z dniem 1 stycznia 1928 i 12. lokatą w korpusie oficerów piechoty
- pułkownik – 17 grudnia 1933

## Ordery i odznaczenia
- Krzyż Srebrny Orderu Wojskowego Virtuti Militari nr 7014 (17 maja 1922)[20]
- Krzyż Niepodległości (6 czerwca 1931)[21]
- Krzyż Oficerski Orderu Odrodzenia Polski (10 listopada 1928)[22][3]
- Krzyż Walecznych (dwukrotnie, 1920)[3]
- Złoty Krzyż Zasługi (18 marca 1932)[23]
- Medal Pamiątkowy za Wojnę 1918–1921[3]
- Medal Dziesięciolecia Odzyskanej Niepodległości[3]
- Brązowy Medal za Długoletnią Służbę[3]
- Medal Zwycięstwa („Médaille Interalliée”)[3]

## Upamiętnienie
9 listopada 2004 na cmentarzu przy ul. Kopernika w Łomży odbyło się odsłonięcie i poświęcenie tablicy pamiątkowej na grobie płk. Mariana Stanisława Raganowicza.
Minister Obrony Narodowej decyzją nr 2245/MON/PSSS z dnia 9 sierpnia 2004 polecił 1 łomżyńskiemu batalionowi remontowemu przyjąć imię patrona - płk. Mariana Raganowicza. Obecnie gen bryg. Marian Raganowicz jest patronem 18. Łomżyńskiego Pułku Logistycznego.
Jedna z ulic w Łomży nosi imię gen. Mariana Stanisława Raganowicza.
W Ostrowi Mazowieckiej w pobliżu byłej Szkoły Podchorążych Piechoty (koszary w Komorowie) od 2006 jest ulica płk. Mariana Raganowicza.